# Bačko jezero
Bačko jezero je presihajoče jezero severno od vasi Bač, po katerem se imenuje.  Je eno izmed najvišje ležečih jezer v sklopu Pivških presihajočih jezer, zato se napolni le po obilnem deževju, vodna gladina pa le redko preseže 2 metra. Jezro, tako kot vsa druga presihajoča jezera v občini Ilirska Bistrica, ne leži v krajinskem parku Pivška presihajoča jezera. Jezero se največkrat lahko vidi jeseni ali spomladi. Blizu jezera je vojaški poligon Bač, kar predstavlja jezeru največjo grožnjo. Bačko jezero leži v največji izmed štirih globeli v bližini Bača, ki so bile novembra 2000 poplavljene, katerim je skupen strmejši jugovzhodni del. Globeli ležijo v liniji jugovzhod-severozahod, najnižja točka globeli, v kateri nastaja Bačko jezero pa je 560 m nad morjem in je tako nižja od ostalih, ki ležijo na nadmorskih višinah 570,2 m, 567,3 m in 565,9 m. V najvišji izmed njih leži tudi Laneno jezero, iz katerega je takrat voda po površju prelivala v 100 m oddaljeno Bačko jezero. Ob tem je zalilo tudi globel severovzhodno od Bačkega jezera in združilo obe jezeri v eno. Takratna prostornina vode (392.551 m3) je za šestkrat presegla to ob povprečnem vodostaju. Severno od Bačkega jezera je voda zapolnila še eno globel in nastalo je manjše jezero z največjo površino 4423 m2, gladino vode na 569,5 m in prostornino 23,631m3. V okolici jezera so leta 2000 snemali film Nikogaršnja zemlja. Bačko jezero je tudi del učne poti Beu kamen, ki vodi tudi do Uhanove domačije (značilne Pivške hiše), gradu Kalc, Gradišča, naravnega mostu, hriba Tuščak (788 m), spomenika NOB, cerkve sv. Ane, kapele sv. Ivana in drugih znamenitosti v okolici.

## Vodostaj
Bačko jezero je eno izmed najvišje ležečih presihajočih jezer, zato se napolni le redko, največkrat se ga lahko vidi jeseni, pozimi ali spomladi. Jezero najprej predstavlja nekaj luž v jamčih na nižjem, severnem delu globeli, ki se ob višanju vodostaja združijo. Takrat se luže pojavijo po celotni globeli. Ob relativno visokem vodostaju se tudi pojavi izvir na kolovozu, ki leži na vzhodnem pobočju (proti Lanenemu jezeru), od koder se vije manjši potok proti jezeru. Ob visokih vodostajih je ojezerjena celotna kotanja, razen južnega obrobja-ta je ojezerjen le ob izredno velikih vodostajih, ko voda iz Lanenega jezera prestopi nizek rob globeli ter naredi potok, ki teče po uleknini, v kateri je tudi kolovoz, in se izliva v Bačko jezero. Takrat se Bačko jezero tudi združi s sosednjim jezerom proti severu in tako dobi zaliv. Globina je ojezerjena enkrat do trikrat na leto, skupno običajno dva do tri tedne. Voda iz jezera pod zemljo odteka večinoma v Pivko in nato v Postojnsko jamo, vendar zaradi prepustnosti kamnin veliko vode tudi odteče v Reko in Vipavo.
V sponji tabeli so glavne stopnje ojezerjenja, pri katerih lahko pride tudi do manjših odstopanj.
| glavna stopnja ojezeritve | manjša stopnja ojezeritve | aktivnost izvirov/stanje potokov                                          | obseg jezera                                                           |
| ------------------------- | ------------------------- | ------------------------------------------------------------------------- | ---------------------------------------------------------------------- |
| redna manjša              | F1                        | izviri in potoki niso aktivni                                             | luže v jamčih polj na nižjem delu kotanje                              |
| redna manjša              | F2                        | izviri in potoki niso aktivni                                             | luže se združijo v skupno jezero                                       |
| redna večja               | F3                        | izviri in potoki niso aktivni                                             | jezero se razširi na osrednji del kotanje, luže na južnem delu kotanje |
| velika                    | F4                        | izviri in potoki niso aktivni                                             | jezero zasede celo kotanjo razen skrajno južnega dela                  |
| zelo velika               | F5                        | voda začne mezeti iz kolovoza, lahko priteka tudi voda iz Lanenega jezera | jezero se poveča, lahko dobi zaliv proti severu                        |

## Rastlinstvo
Dno globeli Bačkega jezera poraščajo srednjeevropski kseromezofilni nižinski travniki s prevladujočo visoko pahovko, ki se raztezajo tudi na večjem delu zahodnega pobočja in v vznožju južnega pobočja. V robnih delih dna kotanje leži nekaj mejic. Submediteranskoilirski polsuhi travniki ter submediteranskoilirski pašniki in suhi kamniti travniki pokrivajo preostali del pobočij kotanje. Na strmejšem vzhodnem pobočju ležijo gozdni otoki in kserotermofilni gozdni robovi. Dno kotanje je redno košeno, razen nekaj opuščenih zemljišč, ki jih je že začelo preraščati grmovje. Dno je delno pokošeno junija, julija ga je že večino, zadnja zemljišča pa so pokošena avgusta, nekatera že drugič. Sedaj, ko na nekaterih pobočjih ni več pašnikov, se tudi ta pokosijo. Preostali predeli so večinoma pašniki za govedo, ponekod postavljajo tudi začasne pašnike, ki jih redno premikajo. Na dnu kotanje ni večjih zaraščenih površin, razen enega zemljišča v višjem, robnem delu dna na severovzhodni strani ter dveh zemljiščih in manjšega odseka enega zemljišča v osrednjem delu dna. Te parcele se zaraščajo z grmovjem in so označene delno kot kmetijska zemljišča v zaraščanju in delno kot neobdelana kmetijska zemljišča (trajni travniki). Gnojenje na teh zemljiščih je redko, večinoma s hlevskim gnojem. Zaledenitev jezera lahko povzroči pokanje ali lomljenje vej grmovja.

## Zemljišča
Zemljišča v okolici Bačkega jezera kažejo, kako premišljeno so bila včasih zemljišča razdeljena. Po pobočjih z malo zemlje so zemljišča velika, na mejah so naredili zidove iz kamnov, ki so ležali po pobočjih, ter s tem izboljšali kakovost zemlje. Ta zemljišča so bila večinoma pašniki, da ljudem ni bilo potrebno kositi trave. Na dnu globeli, kjer je zemlje več pa so majhna in ozka zemljišča, razpotegnjena po širini, na katerih so bile včasih njive, kar lahko razberemo tudi iz franciscejskega katastra. Sedaj so se zarasle s travo. Leži na zemljiščih št. 2080/53, 2080/54, 2080/57, 2080/65, 2080/254, 2080/255, 3476/1, 3476/2, 3476/3, 3476/4, 3477, 3478, 3481/1, 3481/2, 3487, 3488, 3489, 3490, 3491, 3492, 3493, 3494, 3495, 3496, 3498, 3500, 3501, 3518, 3519, 3520, 3521, 3522/1, 3522/2, 3523, 3524/1, 3524/2, 3525, 3526, 3527, 3528, 3529, 3530, 3531, 3532, 3533, 3534, 3535, 3536, 3537, 3538, 3539, 3540, 3541,3542, 3543, 3546, 3547, 3548, 3549, 3550, 3552, 3557, 3558, 3559, 3560, 3564, 3565, 3566/1, 3566/2, 3567, 3568, 3572/1, 3572/2, 3577, 3578, 3579, 3580, 3584, 3587, 3590, 3592, 3593, 3594, 3595/1, 3595/2, 3596, 3597, 3599, 3600, 3601, 3602 in 2604, v katastrski občini 2509 (Bač).

## Zaščitenost
V prvem predlogu pravno organiziranega varstva o nekaterih jezerih leta 1969 je bil kategoriziran kot neživi naravni spomenik III. stopnje. Sedaj je prepoznano kot ekološko pomembno območje in kot potencialno posebno varstveno območje. Je tudi v zavarovano pod Natura 2000 ter spada pod IBM območje.

## Prepoznavnost
Leta 2007 je Tanja Vasilevska izvedla anketo o prepoznavnosti jezer. Anketirala je 87 prebivalcev naselij v Pivški kotlini, ki so bili različnih starosti in z različno stopnjo izobrazbe. Podatki so prikazani v spodnji tabeli.
| Kraj       | % anketirancev, ki pozna jezero |
| ---------- | ------------------------------- |
| Postojna   | 20                              |
| Prestranek | 0                               |
| Žeje       | 20                              |
| Petelinje  | 23,1                            |
| Pivka      | 20                              |
| Klenik     | 14,3                            |
| Palčje     | 61,5                            |
| Knežak     | 83,3                            |
| Zagorje    | 72,7                            |
| Bač        | 75                              |
| Šembije    | 14,3                            |

Jezero spada med manj poznana Pivška presihajoča jezera.